# Welsh International Open
Il Welsh International Open è stato un torneo femminile di tennis che si giocava a Cardiff in Galles. La superficie utilizzata era la terra rossa.

## Albo d'oro

### Singolare
| Anno | Campionessa            | Finalista                | Punteggio     |
| ---- | ---------------------- | ------------------------ | ------------- |
| 1974 | Julie Heldman          | Glynis Coles-Bond        | 6-4, 6-2      |
| 1997 | Virginia Ruano-Pascual | Alexia Dechaume-Balleret | 6–1, 3–6, 6–2 |

### Doppio
| Anno | Campionesse                   | Finaliste                      | Punteggio     |
| ---- | ----------------------------- | ------------------------------ | ------------- |
| 1974 | Lesley Charles Sue Mappin     | Jackie Fayter-Hough Joyce Hume | 3-6, 6-2, 6-2 |
| 1997 | Debbie Graham Kerry-Anne Guse | Julie Pullin Lorna Woodroffe   | 6–3, 6–4      |